# Jaskinia bez Nazwy Górna

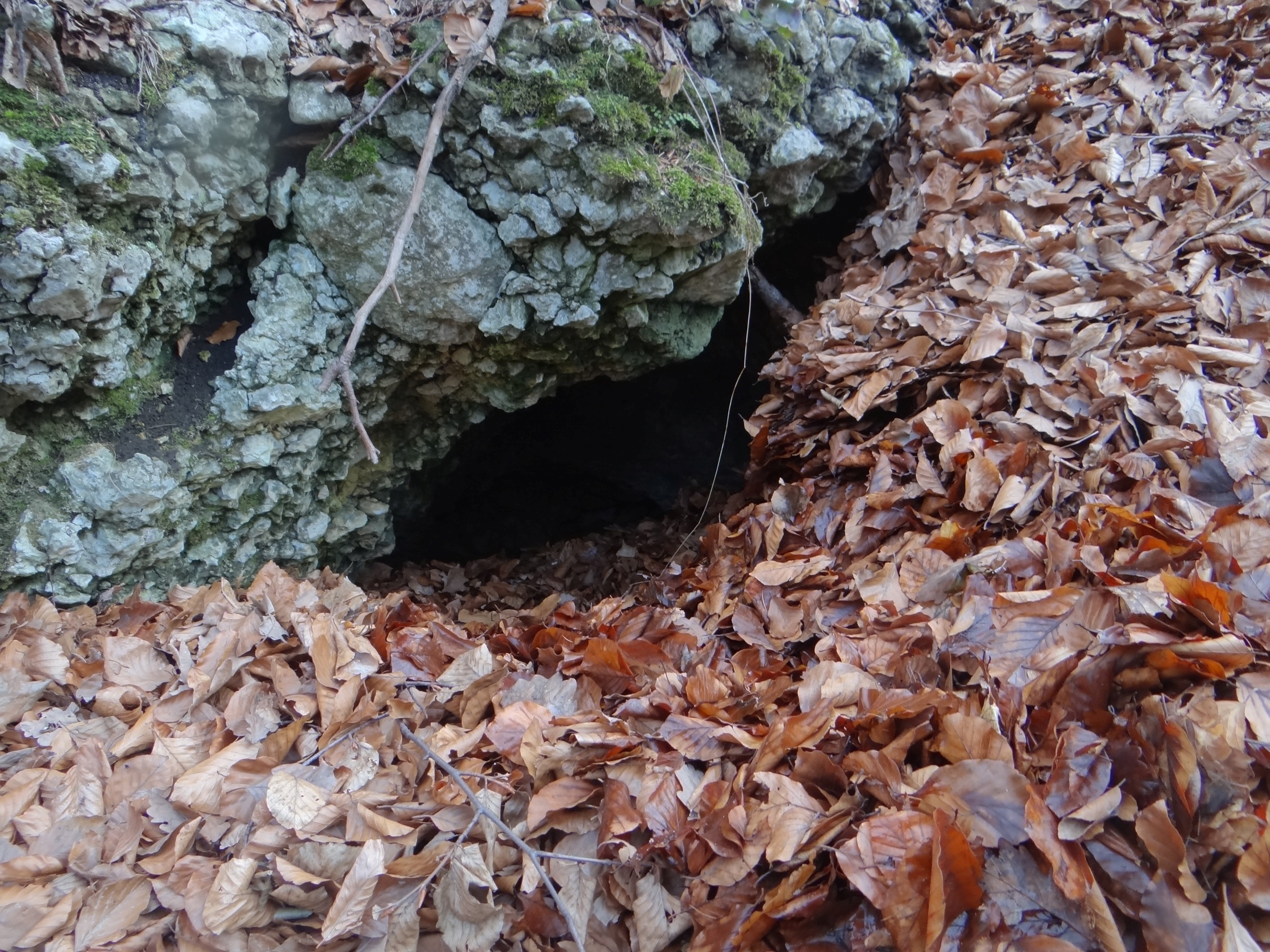
Otwór jaskini

Jaskinia bez Nazwy Górna – jaskinia między południowymi krańcami wsi Żary i północnymi wsi Dubie w województwie małopolskim. Znajduje się w Wąwozie Żarskim w obrębie rezerwatu przyrody Dolina Racławki. Pod względem geograficznym jest to Dolina Racławki na obszarze Wyżyny Olkuskiej będącej częścią Wyżyny Krakowsko-Częstochowskiej.
Na lewych zboczach środkowej części Wąwozu Żarskiego znajduje się grupa skał, a w nich Jaskinia Żarska, Jaskinia Żarska Górna oraz schroniska: Schronisko Żarskie Pierwsze, Schronisko Żarskie Drugie, Schronisko Żarskie Trzecie, Schronisko Żarskie Czwarte i Schronisko Żarskie Małe. Nad dnem wąwozu znajduje się Jaskinia bez Nazwy. Ponad wszystkimi tymi jaskiniami i schroniskami znajduje się Jaskinia bez Nazwy Górna. Jej zachodni otwór znajduje się na wysokości 410 m n.p.m. we wgłębieniu, tuż pod szczytem grzbietu tworzącego lewe zbocza Wąwozu Żarskiego. Jest to też najbardziej wysunięta na północ jaskinia w całej tej grupie jaskiń i schronisk.
Jest to niewielka jaskinia o prostym, krótkim i bardzo ciasnym korytarzu. Jej plan, ale bez opisu podaje portal Jaskinie Jury. Ponieważ otwór jaskini znajduje się we wgłębieniu, zwykle nawiana jest do niego duża ilość liści.